# Folke Karlsson
John Erik Folke Karlsson, (enligt SDB stavas efternamnet med ett "s"),  född 8 augusti 1907 i Hagalund, Solna, död 4 november 1984 i Maria Magdalena församling, Stockholm,  var en svensk konstnär.

## Biografi
Han var son till snickaren Johan August Karlsson och Julia Maria Stenberg. 
Karlsson studerade vid Tekniska skolan i Stockholm 1924–1929 och vid Landeskunstschule i Hamburg samt under studieresor till Paris, Amsterdam, Österrike och Schweiz. Han var under några år anställd vid Kungliga Operan i Stockholm som kostymritare. Han ritade bland annat dräkterna till Boccaccio. Mellan 1930 och 1936 var han anställd vid Gustavsbergs porslinsfabrik. Han har medverkat i samlingsutställningar med Sveriges allmänna konstförening, på Galleri S:t Lucas, Modern konst i hemmiljö och på Galerie Acté. 
Hans konst består av figurkompositioner i tempera och illustrationer och han medverkade i ett flertal tidskrifter och tidningar som illustratör. Åt Bibliofila klubbens bokutgåvor illusterade Karlsson bland annat verk av Achim von Arnim, Baudelaire, Swedenborg och Swift. 
Karlsson är representerad vid Västerås läroverk med temperamålningarna Jordbundna och Uteservering.